# Asunción Cuyotepeji
Asunción Cuyotepeji è un comune del Messico, situato nello stato di Oaxaca, il cui capoluogo è l'omonima località.